# برف أنبار
برف أنبار (بالفارسية: برف‌انبار) هي مدينة تقع في البلدة المركزية في محافظة أصفهان، إيران. يقدر عدد سكانها بـ 5,056 نسمة .